# 3 (album de The Script)
1. 3

Albums de The Script
Science & Faith
(2010)
#3 est le troisième album studio du groupe irlandais The Script. L'album est sorti en Irlande le 7 septembre 2012, et le 10 septembre 2012 en Royaume-Uni et sortira le 9 octobre 2012 aux États-Unis. Le premier single de l'album Hall of Fame en featuring will.i.am est 19 août 2012.

## Enregistrement
Le 2 juin 2012, le groupe a annoncé sur leur compte Twitter qu'ils ont terminé l'enregistrement de leur troisième album, et qui s'intitulerait #3. Ils ont même ajouté que la sortie de l'album est prévu pour le 17 septembre 2012, mais il s'est avéré après que la sortie a été avancée d'une semaine pour sortir le 10 septembre. Danny a révélé que le titre du premier single serait Hall of Fame et qu'il sortirait le 23 juillet sur les radios. Le single est sorti le 19 août sur iTunes Store. La majorité de l'album a été enregistré à aux Sphere Studios à Londres.

## Singles
- Hall of Fame est le premier single de l'album et est sorti le 17 août 2012 en Irlande. will.i.am a participé à l'interprétation de la chanson. Le single est sur les radios le 23 juillet 2012. La chanson est devenue le premier #1 pour le groupe au Royaume-Uni le 16 septembre 2012[1]. Son clip a été visionné plus de 100 000 000 de fois sur YouTube.

- Les autres clips vidéos sont Six Degrees of Separation, If You Could See Me Now et Millionaires.

## Pistes
| No  | Titre                              | Auteur                                | Producteur(s)      | Durée |
| --- | ---------------------------------- | ------------------------------------- | ------------------ | ----- |
| 1.  | Good Ol' Days                      | O'Donoghue, Sheehan, Sargeant         | Sheehan            | 4:23  |
| 2.  | Six Degrees of Separation          | O'Donoghue, Sheehan, Kipner, Frampton | Kipner, Frampton   | 3:52  |
| 3.  | Hall of Fame (featuring will.i.am) | O'Donoghue, Sheehan, Barry            | will.i.am, Sheehan | 3:22  |
| 4.  | If You Could See Me Now            | O'Donoghue, Sheehan, Kipner, Frampton | Kipner, Frampton   | 3:39  |
| 5.  | Glowing                            | O'Donoghue, Sheehan, Barry            | Sheehan            | 4:46  |
| 6.  | Give the Love Around               | O'Donoghue, Sheehan                   | Sheehan            | 4:24  |
| 7.  | Broken Arrow                       | O'Donoghue, Sheehan                   | Sheehan            | 4:34  |
| 8.  | Kaleidoscope                       | O'Donoghue, Sheehan                   | Sheehan            | 3:41  |
| 9.  | No Words                           | O'Donoghue, Sheehan, Barry            | Sheehan            | 4:05  |
| 10. | Millionaires                       | O'Donoghue, Sheehan, Kipner, Frampton | Kipner, Frampton   | 3:11  |

| 11. | Moon Boots                                                | O'Donoghue, Sheehan                   | Sheehan          | 4:11 |
| 12. | Hurricanes                                                | O'Donoghue, Sheehan                   | Sheehan          | 4:40 |
| 13. | Hall of Fame (Version originale)                          | O'Donoghue, Sheehan, Barry            | Sheehan          | 3:23 |
| 14. | Breakeven (Live à Aviva Stadium, Dublin)                  | O'Donoghue, Sheehan, Kipner, Frampton | Kipner, Frampton | 5:38 |
| 15. | The Man Who Can't Be Moved (Live à Aviva Stadium, Dublin) | O'Donoghue, Sheehan, Kipner, Frampton | Kipner, Frampton | 4:55 |
| 16. | Talk You Down (Live à Aviva Stadium, Dublin)              | O'Donoghue, Sheehan, Kipner, Frampton | Kipner, Frampton | 4:58 |
| 17. | For the First Time (Live à Aviva Stadium, Dublin)         | O'Donoghue, Sheehan                   | Sheehan          | 5:04 |

## Classements
| Pays/Chart (2012)             | Meilleure position |
| ----------------------------- | ------------------ |
| Australie (ARIA)              | 9                  |
| Belgique (Flandre Ultratop)   | 49                 |
| Belgique (Wallonie Ultratop)  | 50                 |
| Pays-Bas (Mega Album Top 100) | 8                  |
| Irlande (IRMA)                | 1                  |
| Italie (FIMI)                 | 17                 |
| Nouvelle-Zélande (RIANZ)      | 11                 |
| Espagne (Promusicae)          | 55                 |
| Royaume-Uni (UK Albums Chart) | 2                  |